# 瓦迪斯瓦夫·卡拉希
瓦迪斯瓦夫·卡拉希（波蘭語：Władysław Karaś，1893年8月31日—1942年5月28日），波兰男子射击运动员。他曾代表波兰参加1936年夏季奥林匹克运动会射击比赛，获得男子50米步枪卧射铜牌。